# Hostal del Santuari de Pinós
Hostal del Santuari de Pinós és un edifici del municipi de Pinós (Solsonès) inclòs a l'Inventari del Patrimoni Arquitectònic de Catalunya.
Adossat al santuari de Santa Maria de Pinós, l'hostal és considerat la fonda/restaurant més antic de Catalunya que no ha tancat mai les portes car l'establiment porta obert ininterrompudament d'ençà el 1524.

## Situació
Es troba a la carena de la serra de Pinós, molt a prop del seu punt culminant, considerat el centre geogràfic de Catalunya. Al costat del Santuari, tanca pel sud la plaça de Pinós i, junt amb la creu de terme de Pinós, molt propera, forma un notable conjunt monumental. S'hi puja des d'Ardèvol per una carretera asfaltada de 3 km. o bé, pel sud, des del nucli de Pinós, en 1,6 km.

## Descripció

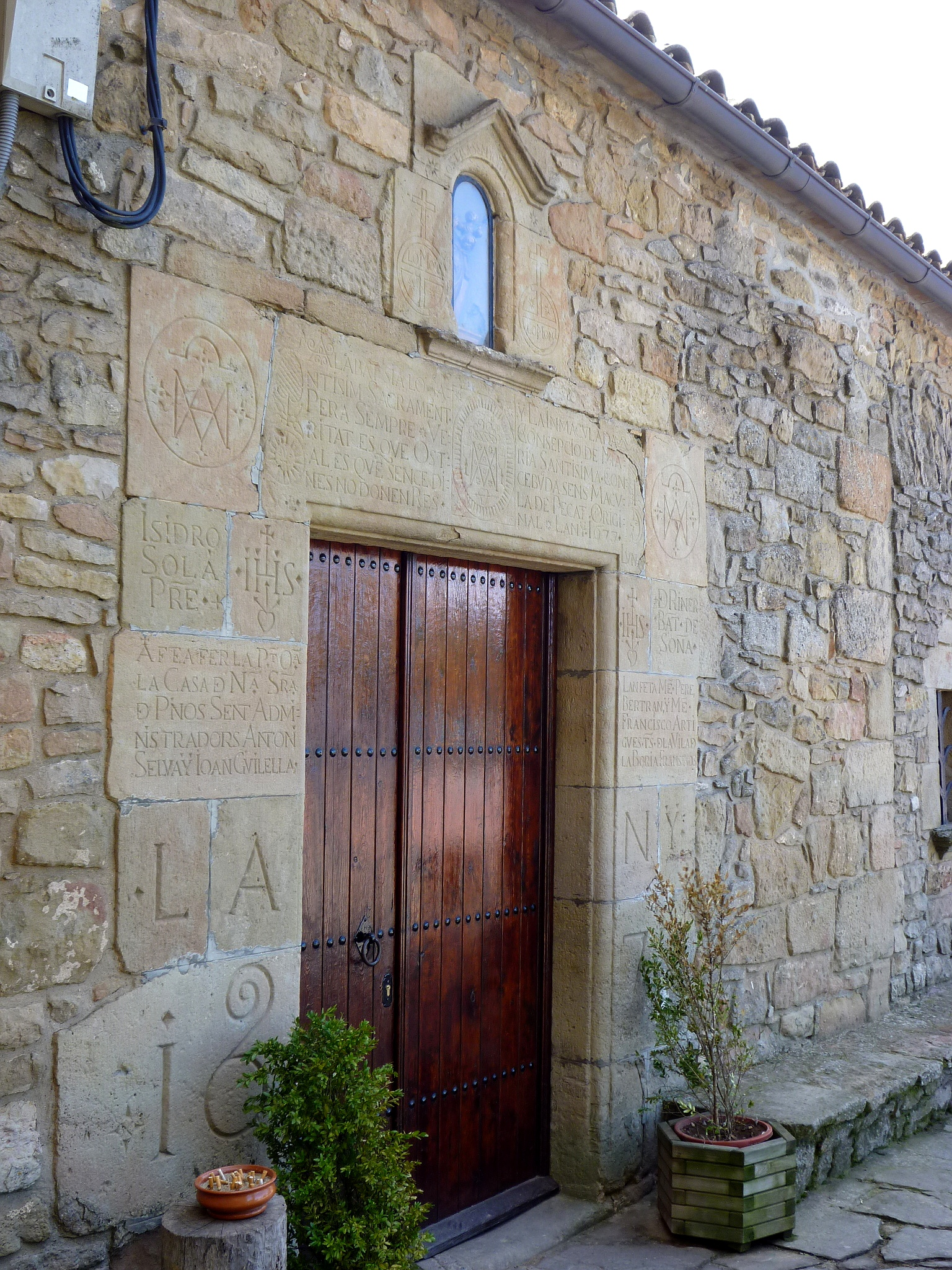
Porta de l'hostal

La porta de l'Hostal de Pinós és una invitació a la devoció popular. Plena de símbols marians, la Verge queda resguardada en un petit nínxol que duu la inscripció «Nostra Senyora de Pinós» i l'acompanyen els símbols del món a banda i banda.
La llinda de la porta és totalment plena d'inscripcions, sempre referents a la devoció mariana de la comarca: «Alabat sia lo santíssim sagrament per a sempre/ Veritat es que ostal sense diners no donen res. M (signe marià) i la Immaculada Concepció de Maria Santíssima concebuda sense màcula de pecat original. L'any 1677.» Aquesta inscripció està ocupant tota la llinda i a banda i banda hi ha els símbols del Sol i la Lluna

## Història
Centre de devoció comarcal, el santuari de Pinós s'alça a 904 metres d'altitud, dominant una magnífica panoràmica. El Santuari fou edificat pels templers l'any 1312 i molt aviat passà als Hospitalers. Centre de devocions fou objecte d'importants deixes al llarg dels segles XV i XVI, segle en què la gran devoció popular i l'administrador M. Arcís Garriga iniciaren la construcció de l'actual edifici, així com la casa i l'hostal